# Himalopsyche dolmasampa
Himalopsyche dolmasampa är en nattsländeart som beskrevs av Schmid 1963. Himalopsyche dolmasampa ingår i släktet Himalopsyche och familjen rovnattsländor. Inga underarter finns listade i Catalogue of Life.